# Óriás méh
Az óriás méh (Apis dorsata) a rovarok (Insecta) osztályának a hártyásszárnyúak (Hymenoptera) rendjéhez, ezen belül a méhfélék (Apidae) családjához tartozó faj.

## Előfordulása
Az óriás méh Délkelet-Ázsia nagyobb részét népesítette be. Jellemzően a Celebeszen, Indiában, Maláj-félszigeten, Indonézián, és a Fülöp-szigeteken található meg. Az óriás méh 1000 méteres tengerszint fölött él, általában 1500-1700 méteres magasságban.

## Alfajai
Három alfaját különböztetjük meg:
- Apis dorsata dorsata – India
- Apis dorsata binhami – Maláj-félszigeten, Indonézián
- Apis dorsata breviligula – Fülöp-szigeteken

## Rendszertani besorolása
A nagyméretű méhek közé sorolják, de még így is 10-12%-kal kisebb az Apis laboriosa – himalájai méhnél.

## Megjelenése
Teste nem szélesebb mint a mi méhünké, csak jóval hosszabb, így ez a legkarcsúbb méhfaj. Szárnya 31%-kal, potroha 21,3%-kal nagyobb, mint az Apis melliferáé. Szipókája 6,7 3mm hosszú, szárnyindexátlaga 6,16. Lépsejtátmérője 5–5,17 mm. A méhanyák nem sokkal nagyobbak, mint a munkásméhek; a potrohuk szélesebb. Ezen tulajdonságuknál fogva bármikor készek a vándorlásra – amit ennél a fajnál gyakran megfigyeltek.

## Életmódja
Az óriás méh mindenkor a szabad ég alatt telepszik meg, s lépjét a legváltozatosabb helyekre, így a fák ágaira, sziklahasadékokba, sőt az épületek gerendáira is építheti.

Általában egy lépet húz, s csak nagy ritkán kettőt, melyek egymással párhuzamosak. Ez akkor következik be, ha az első lép építése valamely akadályba ütközik, pl. egy kevésbé mély sziklaüreg aljába. Ha minden irányban elég tér áll rendelkezésre, egy lépnél sosem épít többet.
A lép külső részén a méhek fejükkel fölfelé nézve, egymás mellett szorosan állva tetőcserépszerű vastag védőfüggönyt képeznek. A munkásméhekre jellemző a trapéz alakúra széttárt füstös színezetű szárny és a hosszú potroh.
A méhanyák magtarisznyája 1,1 mm-es, 3,6-3,7 millió hím ivarsejtet tartalmaz. Egy here 2,5 millió hím ivarsejtet termel, tehát ennél a fajnál is több herével párzik a méhanya. Sajátos a szaporodásuk. Az 5–12 számú anyabölcsők a lép alján vannak. A heresejtek a munkássejtek és az anyabölcsők között találhatók. A fiasítás 30–32 °C-on fejlődik, míg a külső hőmérséklet 20–29 °C. A munkásméhek 16–20 nap alatt, a méhanyák 13–13,5 nap alatt, míg a herék 20–23,5 nap alatt fejlődnek ki. Torizmuk rezegtetésével termelik a hőt, mint a mi méheink. A hűtést szárnyuk rezegtetésével végzik. Fejlett munkamegosztás található a méhcsaládon belül. Belső munkák: sejtek takarítása, nektár érlelése, tárolása, légnedvesség és hőmérséklet biztosítása, építés, fiasítás ápolása. A méhek 80-90%-a alkotja a többrétegű védőfüggönyt; a lépet nem is lehet látni tőlük. Az élő „kéreg” a mézes sejteknél a léphez tapad, míg a fiasításnál 1–3 cm-es szabad helyet hagy a méhek közlekedésére.
A munkásméhek nyugalomban – fiasítás és kiröpülés nélkül (pl. télen) – több hónapot is átvészelnek. A mézeslépet 15–20 cm szélesre is kihízlalhatják. A fiasítás és a mézkoszorú közé helyezik el a virágport.
Az óriásméhre jellemző a vándorlás. A száraz idő beköszöntével a hegyekbe vonulnak, míg az esős időben a sík vidékre. Ezen időszakban a lépekben esetenként csak egy fiasítási ciklust nevelnek fel.
A vándorlás ideje a klimatikus viszonytól függ. Például Szumátra keleti tengerpartján évente két vándorlási időt figyeltek meg, amikor is 2-3 hónapig tartózkodtak egy helyben. Az óriás méh lépe rövid életű. A legnagyobb probléma a lépek stabilitásával van. Az 5–10 kg-os méhtömeget, fiasítást, mézkészletet nem bírja el a lép, nagy szélben leszakadhat. Viasza olvadáspontja alacsonyabb, mint a nyugati mézelő méh (Apis mellifera), a házi méh viaszáé. A vándorláskor elhagyott fészeklépet általában a viaszmoly hernyói pusztítják el.
A vándorlás tánccal veszi kezdetét a fürt felületén, ami megmutatja a vándorlás irányát. A lépépítés helyét úgy választják meg, hogy onnan a nap és az égbolt is látható legyen, így tánccal tudják az élelemforrás irányát jelezni, és akár 5 km-ről is gyűjthetnek. Miután új helyre telepszik, rögtön hozzáfog az építéshez, melyet hihetetlen gyorsasággal végez. Egy éjszaka alatt a lép jelentős részét kiépíti.
Az új család fészke 500 m-en belül alakul ki.
Sri Lankán akár 150–200 km-t is megtesznek. Vándorlás közben többször megpihennek, a pihenőhelyek közti távolság 200 m – 5 km között van. Nem alakul ki méhrajfelhő. A fiatal méhek élénken röpködnek az új hely és a régi között, oda és vissza, míg egy bizonyos idő után a visszarepülő méhek száma csökken, majd megszűnik. Sem fiasítást, sem mézet nem hagynak a régi helyen.
6500 méh van 1 kg-ban. Kb. 3000 méh alkot egy családot. A méhcsalád 20–25 kg mézet is adhat, átlagosan 10–15 kg az elvehető mézmennyiség. Ázsiában a legtöbb méz ettől a méhtől származik és 60-70%-a Indiából. A mézet gyakorlott méhvadászok gyűjtik a sziklafalról kötélhágcsón leereszkedve, vagy fára mászva, füstöt is használva. A faj fontos megporzó rovar.